# Aurons
|  | Aquest article tracta sobre el municipi francès. Si cerqueu les plantes, vegeu «Auró». |

Aurons - en francès i occità - és un municipi francès al departament de les Boques del Roine (regió de Provença – Alps – Costa Blava).
Els seus habitants s'anomenen Auronais.
| Evolució de la població |      |      |      |      |      |      |      |      |
| 1793                    | 1800 | 1806 | 1821 | 1831 | 1836 | 1841 | 1846 | 1851 |
| 205                     | 217  | 208  | 217  | 215  | 214  | 223  | 227  | 232  |

| 1856 | 1861 | 1866 | 1872 | 1876 | 1881 | 1886 | 1891 | 1896 |
| ---- | ---- | ---- | ---- | ---- | ---- | ---- | ---- | ---- |
| 230  | 217  | 213  | 198  | 213  | 191  | 189  | 177  | 201  |

| 1901 | 1906 | 1911 | 1921 | 1926 | 1931 | 1936 | 1946 | 1954 |
| ---- | ---- | ---- | ---- | ---- | ---- | ---- | ---- | ---- |
| 240  | 182  | 151  | 85   | 108  | 86   | 75   | 93   | 70   |

| 1962 | 1968 | 1975 | 1982 | 1990 | 1999 | 2006 | 2011 | 2016 |
| ---- | ---- | ---- | ---- | ---- | ---- | ---- | ---- | ---- |
| 105  | 150  | 247  | 282  | 355  | 511  | -    | -    | 542  |

| 2019 | - | - | - | - | - | - | - | - |
| ---- | - | - | - | - | - | - | - | - |
| -    | - | - | - | - | - | - | - | - |

| Període      | Identitat        | Partit |
| ------------ | ---------------- | ------ |
| 2001-2008    | Maurice Merendol | PS     |
| 2008-2014    | Robert Coste     |        |
| Des del 2014 | André Bertero    | PS     |

## Geografia

### Situació
Aurons és ubicat dins el "Massif des costes", separant la toloubre de la Durance. El poble és ubicat a sis quilòmetres de Selon.